# Eupithecia istriaca
Eupithecia istriaca är en fjärilsart som beskrevs av Karl Dietze 1913. Eupithecia istriaca ingår i släktet Eupithecia och familjen mätare. Inga underarter finns listade i Catalogue of Life.